# Joël Lautier
Joël Lautier (* 12. April 1973 in Scarborough, Kanada) ist ein französischer Schachgroßmeister.

## Leben
Joël Lautier, Sohn einer japanischen Mutter und eines kanadischen Vaters, wuchs zunächst in Kanada auf, wo er sich als Schach-Wunderkind einen Namen machte. Als Neunjähriger kam Lautier nach Frankreich, wo sich sein enormes Talent rasch entfaltete. 1986 gewann er in Puerto Rico die Jugendweltmeisterschaft U12, was den ersten WM-Sieg eines Franzosen überhaupt in einer Jugendkategorie bedeutete. 1988 wurde er in Adelaide Juniorenweltmeister U20, als 15-Jähriger der jüngste Sieger in der bis damals 37-jährigen Geschichte dieses Turnieres. Zu seinen weiteren Triumphen bei internationalen Turnieren zählen seine Siege im Zonenturnier Lyon 1990, Polanica-Zdrój 1991, Pamplona 1993, Amsterdam 1995 (vor Garri Kasparow), Úbeda 1997, Enghien-les-Bains 1999 und beim Zonenturnier Mondariz 2000. 2003 gewann er gemeinsam mit Pjotr Swidler in Poikowski.
Durch seinen geteilten 2.–9. Platz beim Interzonenturnier in Biel 1993 gelang Lautier die Qualifikation zur nächsten Etappe beim WM-Zyklus: Im Kandidatenwettkampf 1994 gegen Jan Timman in Wijk aan Zee unterlag Lautier mit 3,5:4,5 (+1 =5 −2). Lautier beteiligte sich an mehreren FIDE-KO-Weltmeisterschaften: 1997 in Groningen und 1999 in Las Vegas kam er jeweils in die dritte Runde, beide Male unterlag er dem Israeli Boris Gelfand nach Schnellschachstechen mit 2:4. 2000 in New Delhi schied er in der ersten Runde aus, 2001 in Moskau, wo er u. a. Alexander Chalifman besiegte, gelang ihm der Einzug ins Achtelfinale, wo er Wassyl Iwantschuk unterlag. Lautier ist einer der wenigen Schachspieler mit einem positiven Ergebnis gegen Ex-Weltmeister Garri Kasparow: +2 =7 −1.
Lautier erhielt 1990 von der FIDE den Großmeistertitel.
Im Jahre 2004 wurde Lautier in Val-d’Isère französischer Meister und wiederholte ein Jahr später in Chartres seinen Erfolg. Lautier zog sich danach zunehmend vom professionellen Schach zurück und engagierte sich als Präsident der Association of Chess Professionals (ACP) für die Rechte der professionellen Schachspieler und eine Popularisierung des Schachs weltweit; daneben auch für die Popularisierung der japanischen Variante des Schachs, dem Shogi. Lautier ist außerdem Vizepräsident des französischen Schachverbandes. Von 1997 bis 2003 war er mit der moldauisch-französischen Großmeisterin Almira Scripcenco verheiratet. Er wird bei der FIDE als inaktiv gelistet, da er seit dem Coupe de France im Januar 2009 keine gewertete Partie mehr gespielt hat. Seine höchste Elo-Zahl von 2687 erreichte er im Januar 2002, zuletzt unter den besten 20 der Weltrangliste war er im März 2002.

## Nationalmannschaft
Lautier nahm mit der französischen Nationalmannschaft zwischen 1990 und 2006 an sieben Schacholympiaden sowie zwischen 1989 und 2005 an fünf Mannschaftseuropameisterschaften teil. Am erfolgreichsten war er bei der Mannschaftseuropameisterschaft 2001 in León, als er mit der Mannschaft den zweiten Platz erreichte und sowohl die Einzelwertung am zweiten Brett gewann als auch die beste Elo-Leistung aller Teilnehmer erreichte.

## Vereine

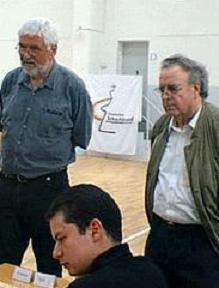
Hans Besser, Joël Lautier und Egon Evertz, Solingen 2002

In Frankreich spielte Lautier in den 1990er Jahren für Lyon-Oyonnax, mit denen er 1993 und 1994 den European Club Cup gewann und CS Clichy, von 2001 bis 2006 für Paris NAO, mit dem er 2003, 2004, 2005 und 2006 französischer Mannschaftsmeister wurde sowie 2003 und 2004 den European Club Cup gewann, und in der Saison 2006/07 für den Club de Chess 15 Paris. In der deutschen Schachbundesliga spielte Lautier in der Saison 1999/2000 für den Godesberger SK, in der Saison 2001/02 für die Schachgesellschaft Solingen und in der Saison 2002/03 für den Meister Lübecker Schachverein von 1873. Die österreichische Staatsliga A gewann er 1999 und 2000 mit dem SK Merkur Graz, bei dem er auch in den beiden folgenden Spielzeiten gemeldet war, aber nicht zum Einsatz kam. Die niederländische Meesterklasse gewann Lautier 1998, 1999, 2000, 2001 und 2006 mit De Variant Breda, mit dem er 1998 auch den European Club Cup gewann.
In der spanischen Mannschaftsmeisterschaft spielte Lautier 1998 und 1999 für CA La Caja de Canarias und 2004 für den Meister CA Intel-Tiendas UPI Mancha Real.

## Shogi
Lautier spielt auch gerne hin und wieder Shogi.

## Partiebeispiel
Lautier gelang beim Traditionsturnier von Linares 1994 mit den schwarzen Steinen ein Sieg über den damals amtierenden Weltmeister Garri Kasparow in nur 29 Zügen. Die Partie wurde in der letzten, 13., Runde gespielt. Kasparow teilte nach dieser Niederlage Platz 2 und 3 mit Alexei Schirow, Lautier wurde geteilter 5. und 6. (mit Wladimir Kramnik). Anatoli Karpow gewann das Turnier mit einem phänomenalen Ergebnis von 11 aus 13 und 2,5 Punkten Vorsprung.
1. e2–e4 e7–e5 2. Sg1–f3 Sb8–c6 3. Lf1–c4 Lf8–c5 4. c2–c3 Sg8–f6 5. d2–d3
Aufs Brett kam eine ruhige und unspektakuläre Variante der Italienischen Partie.
5. … d7–d6 6. Lc4–b3 h7–h6 7. h2–h3 a7–a6 8. Sb1–d2 Lc8–e6 9. Lb3–c2 Lc5–a7
Schwarz plant den Bauernvorstoß d6–d5. Sofortiges 9. … d6–d5? wird widerlegt durch 10. Sf3xe5! Sc6xe5 (10. … Lc5xf2+ 11. Ke1xf2 Sc6xe5 12. d3–d4±) 11. d3–d4 Lc5–d6 (11. … Lc5xd4 12. c3xd4 Se5–c6 13. e4–e5±) 12. d4xe5 Ld6xe5 13. Sd2–f3±.(Lautier)
10. Dd1–e2 Dd8–e7 11. b2–b4! d6–d5 12. a2–a4 b7–b5! 13. 0–0 0–0 14. a4xb5 a6xb5 15. d3–d4?
Notwendig war stattdessen 15. Lc1–b2 mit Ausgleich (Lautier).
15. … e5xd4
Aber nicht 15. … d5xe4? wegen 16. Sf3xe5 mit weißem Vorteil (Lautier).
16. e4–e5
|   | a | b | c | d | e | f | g | h |   |
| 8 |   |   |   |   |   |   |   |   | 8 |
| 7 |   |   |   |   |   |   |   |   | 7 |
| 6 |   |   |   |   |   |   |   |   | 6 |
| 5 |   |   |   |   |   |   |   |   | 5 |
| 4 |   |   |   |   |   |   |   |   | 4 |
| 3 |   |   |   |   |   |   |   |   | 3 |
| 2 |   |   |   |   |   |   |   |   | 2 |
| 1 |   |   |   |   |   |   |   |   | 1 |
|   | a | b | c | d | e | f | g | h |   |

Stellung nach dem 16. Zug von Weiß
16. … d4xc3!? 17. e5xf6 De7xf6 18. Sd2–b3 Sc6xb4 19. Lc2–b1 d5–d4! 20. Ta1xa7?! c3–c2?!
Lautier kritisierte diesen Zug und schlug in der Analyse 20. … Ta8xa7! vor, was ihm Vorteil gelassen hätte.
21. Ta7xa8!
Schwach wäre 21. Lb1xc2? Ta8xa7 22. Sb3xd4 (22. De2–e4 Sb4xc2 23. De4xc2 Le6–c4 24. Tf1–d1 d4–d3–+) 22. … Le6–c4 23. De2–e4 (23. De2–d2 c7–c5 24. Sd4–b3 Ta7–a2–+) 23. … Sb4xc2 24. De4xc2 c7–c5 mit schwarzer Gewinnstellung.
21. … c2xb1D
Schwarz hat nun zwei Damen, doch die Lage ist noch nicht klar.
22. Ta8xf8+ Kg8xf8
|   | a | b | c | d | e | f | g | h |   |
| 8 |   |   |   |   |   |   |   |   | 8 |
| 7 |   |   |   |   |   |   |   |   | 7 |
| 6 |   |   |   |   |   |   |   |   | 6 |
| 5 |   |   |   |   |   |   |   |   | 5 |
| 4 |   |   |   |   |   |   |   |   | 4 |
| 3 |   |   |   |   |   |   |   |   | 3 |
| 2 |   |   |   |   |   |   |   |   | 2 |
| 1 |   |   |   |   |   |   |   |   | 1 |
|   | a | b | c | d | e | f | g | h |   |

Stellung nach dem 22. Zug von Schwarz
23. De2xb5??
Erst dieser Zug führt zur Niederlage. Notwendig war laut Lautier 23. Lc1–g5!, wonach die Stellung im Gleichgewicht verbliebe.
23. … Db1xb3 24. Db5–b8+ Kf8–e7 25. Db8xc7+ Ke7–e8 26. Lc1–d2 Df6–d8
Noch besser war 26. … Sb4–d3! 27. Tf1–a1 Db3–d5!–+
27. Dc7–e5 Ke8–f8 28. Sf3xd4?
Verliert schnell. Besser, aber keine Rettung, war 28. De5–c5+ Kf8–g8 (28. … Dd8–e7? 29. Dc5xe7+ Kf8xe7 30. Sf3xd4 Db3–c4 31. Ld2xb4+ Ke7–f6 32. Sd4xe6 Dc4xb4 33. Se6–c7 Db4–c4 34. Sc7–e8+ Kf6–e7 35. Tf1–e1+=) 29. Ld2xb4 Db3–c4 (29. … d4–d3!?) 30. Tf1–d1 Dc4xc5 31. Lb4xc5 d4–d3–+ mit schwarzer Gewinnstellung (Lautier).
28. … Sb4–d3! 29. De5–e3 Db3–c4
Weiß gab auf. 0:1
Quelle: Schachinformator 60, Partie Nr. 316, Belgrad 1994, S. 184–186.